# شيغيوشي ساتو
شيغيوشي ساتو (باليابانية: 佐藤 重幸) (مواليد 5 مايو 1974)، هو لاعب كرة قدم سابق كان يلعب كلاعب وسط.